# Port lotniczy Dedougou
Port lotniczy Dedougou – międzynarodowy port lotniczy położony w Dédougou, w Burkinie Faso.